# Wattenwil
Wattenwil is een gemeente en plaats in het Zwitserse kanton Bern, en maakt deel uit van het district Thun.
Wattenwil telt 2.765 inwoners.

## Geboren
- Hans Stöckli (1952), politicus